# Jan Papoušek ze Soběslavi
Jan Papoušek ze Soběslavi (latinsky Johannes de Sobieslavia) (1392? Soběslav – 1455 Litoměřice?) byl rektorem Karlovy univerzity a 33. proboštem kapituly sv. Štěpána v Litoměřicích.

## Akademická dráha
Vystudoval na Karlově univerzitě. V roce 1430 byl profesorem artistické (filozofické) fakulty a dvakrát, v roce 1436 a 1445, byl zvolen rektorem. Roku 1448 se stal vicekancléřem univerzity. Původně vyrůstal v utrakvistickém prostředí, ale patřil k umírněnějšímu křídlu. Toto křídlo usilovalo na základě basilejských kompaktát o smír mezi církvemi. Když utrakvisté zvolili pražským arcibiskupem Jana Rokycana v roce 1437, nepřijal tuto volbu příznivě a odmítl utrakvistické pojetí.

## Duchovní činnost
Na přímluvu papežského legáta v Praze Filiberta z Coutances byl v roce 1437 jmenován utrakvistickým týnským farářem. Zde působil do roku 1448. Jeho kázání byla velmi populární a navštěvoval je i císař Zikmund Lucemburský. Papouškovy bohoslužby byly z liturgického hlediska nádherné, a díky němu se řada utrakvistů vrátila zpět do římskokatolické církve. Protože stále více zdůrazňoval učení utrakvistů jako bludné, byl od nich brzy velmi nenáviděn. Král Jiří z Poděbrad tedy začal požadovat, aby byl Papoušek z Týnského kostela odvolán. Když se situace v Praze pro něho stala neúnosnou uprchl do Jindřichova Hradce pod ochranu Oldřicha z Hradce. Papoušek se odřekl všeho, co nesouviselo s učením katolické církve (co bylo v jeho smýšlení utravistické) a přísahu věrnosti římské církvi před kardinálem Caravajalem a slíbil, že nebude mít nic společného s utrakvisty. Zároveň o svém rozhodnutí informoval svého dlouholetého přítele Aeneáše Sylvia Piccolominiho, pozdějšího papeže Pia II.

## Literární činnost
Jedním z nejvýznamnějších dochovaných děl Jana Papouška ze Soběslavi je Edicio pro declaracione compactatorum et decreti in Basilea facti. Napsal jej během pobytu v Jindřichově Hradci mezi léty 1449–1453, přičemž v této době již dle všeho nebyl konzervativním utrakvistou, nýbrž příznivcem přijímání pod jednou způsobou. V první části se spis zaměřuje na interpretaci kompaktát a basilejského dekretu Ut lucidius videatur; ve druhé, rozsáhlejší části Papoušek teologicky obsahuje katolickou praxi na úkor utrakvismu. V úvodu spisu autor kriticky pojednává o původu a rozmachu husitského hnutí a v této souvislosti vyjadřuje nelibost především nad táborským a sirotčím bratrstvem.
Pokud jde o výklad kompaktát a basilejského dekretu, Papoušek označuje basilejská kompaktáta z roku 1436 za sliby (promissa) učiněné koncilu ze strany husitů a vypočítává, k čemu se husité těmito smlouvami zavázali (např. přijímání podobojí jen pro dospělé osoby s tímto zvykem, povinnost kněží poučovat laiky o plné přítomnosti Krista i pod jednou způsobou). Uvádí, že tyto závazky Češi nedodržují, jistou míru vstřícnosti nicméně projevuje tehdy, když vypočítává podmínky, při jejichž splnění by utrakvisté mohli žádat papeže Mikuláše V. o novou licenci kalicha. Právě zde hraje důležitou roli koncilní dekret Ut lucidius videatur z prosince 1437. Utrakvisté jsou dle Papouška povinni závěry tohoto dekretu, tj. dostatečnost přijímání podjednou pro laiky, akceptovat, chtějí-li od papeže obdržet licenci přijímat podobojí. Z Papouškova spisu je zároveň patrné, že přijímání z kalicha zaručené kompaktáty pokládal za platné pouze do okamžiku publikace basilejského dekretu (tedy do prosince 1437). Proti Papouškovým argumentům se spisem Sensus ostře vymezil utrakvista a účastník jednání s basilejským koncilem Martin Lupáč.

## Probošt
Zdá se pravděpodobné, že to byl právě Piccolomini, kdo požádal papeže Mikuláše V., aby ze své pravomoci ho jmenoval roku 1453 33. litoměřickým proboštem. Již jako nový litoměřický probošt se 28. října 1453 účastnil korunovace Ladislava Pohrobka. Téhož roku se stal také kanovníkem svatovítským v Praze (1453–1455). Byl pravděpodobně autorem slavnostního spisu o korunovaci krále Ladislava. Po delším pobytu v Praze se však nakonec vrátil do Litoměřic. V letech svého proboštského úřadu byl nadále korespondentem Aeneáše Silvia Piccolominiho, kterému opatřil kompaktáta a další písemnosti pro jeho dílo Historia Bohemica (Historie česká). Proboštem litoměřické kapituly byl až do své smrti v roce 1455. Pohřben byl v gotickém svatoštěpánském chrámu (předchůdce současné katedrály na témže místě) v Litoměřicích. Jeho náhrobek však byl zničen při požáru. Při stavbě katedrály byly z gotického chrámu ostatky tam dosud pohřbených osob přeneseny do krypt v nové barokní katedrále svatého Štěpána.

## Význam
Patří mezi nejvýznamnější české osobnosti ve 2. polovině 15. století. Působil jako pedagog a vzdělanec, spisovatel a aktivní činitel duchovního klimatu doby. Byl filozofem, teologem, kazatelem, matematikem a obráncem katolické víry.